# 김이슬 (1986년)
김이슬(1966년 8월 29일 ~)은 대한민국의 탤런트다. 2012년 드라마 《적도의 남자》로 데뷔했다.

## 방송

### 예능
- 《휴먼 서바이벌 도전자》 (2011년) - 16위

### 드라마
- 《적도의 남자》 (2012년) - 차소영 역
- 《빅맨》 (2014년)